# Enzo Staiola

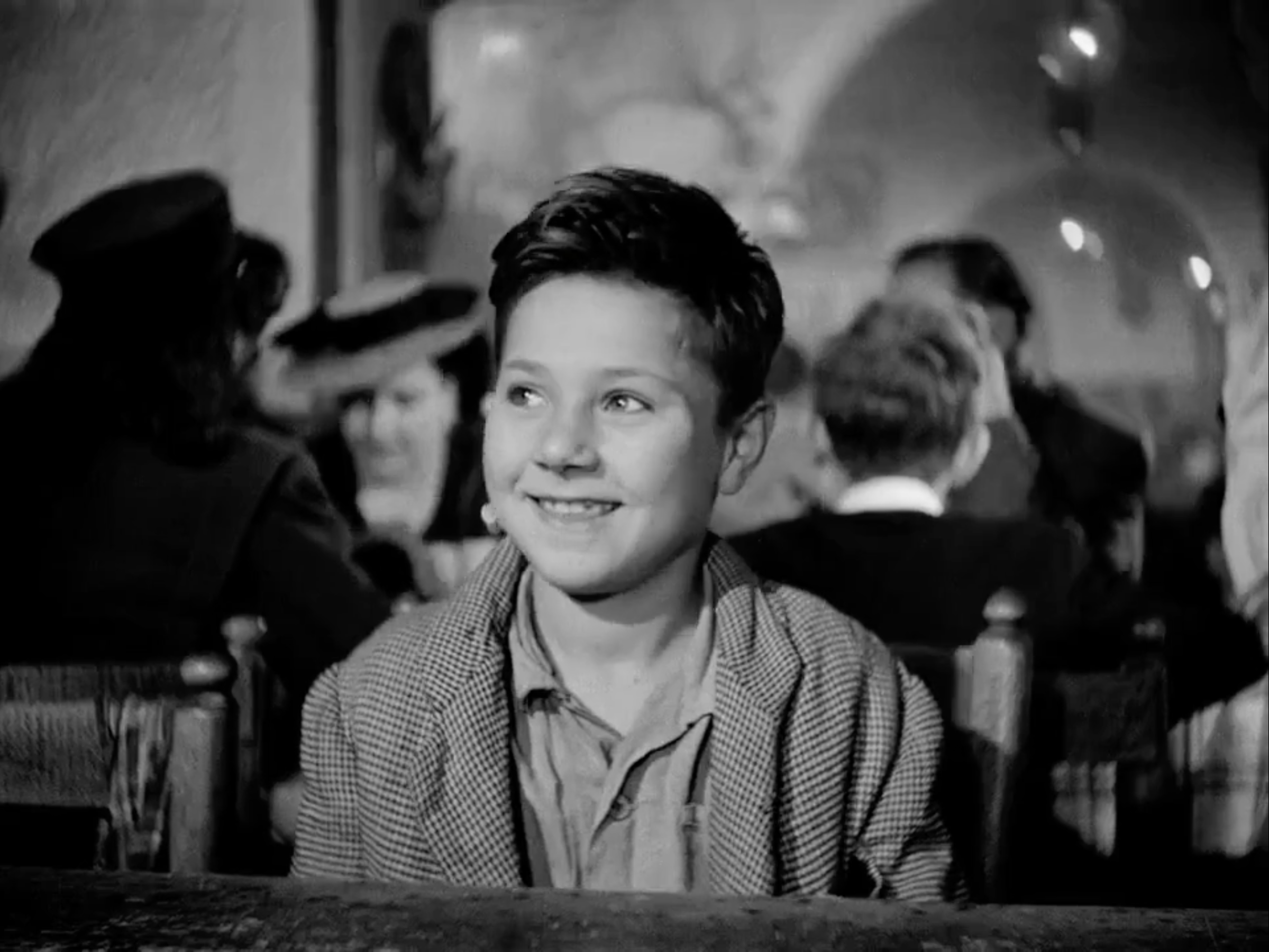
Enzo Staiola (1948)

Enzo Staiola (* 15. November 1939 in Rom; † 4. Juni 2025 ebenda) war ein italienischer Schauspieler und Mathematiklehrer. Er wurde vor allem durch seine Rolle im Filmklassiker Fahrraddiebe (1948) bekannt.

## Leben
Staiolas Familie stammt aus L’Aquila in den Abruzzen, er wurde 1939 in Rom in der Nähe des Kolosseums geboren und wuchs im Arbeiterviertel Garbatella auf.
Einen festen Platz in der Filmgeschichte erreichte der zu dieser Zeit neunjährige Staiola gleich durch sein Filmdebüt: in Vittorio De Sicas Meisterwerk Fahrraddiebe, das häufig zu den besten Filmen aller Zeiten gezählt wird, verkörperte er den Sohn eines Arbeitssuchenden (gespielt von Lamberto Maggiorani). Der von Staiola gespielte Junge muss zusehen, wie seinem Vater erst das für seine neue Arbeitsstelle elementare Fahrrad gestohlen wird und dieser dann aus Verzweiflung selbst zum Fahrraddieb wird. Der Erfolg des Films, der 1949 mit dem Oscar für den besten fremdsprachigen Film ausgezeichnet wurde, katapultierte Staiola ins internationale Rampenlicht als einen der berühmtesten Kinderschauspieler der Filmgeschichte und als Symbol neorealistischer Poetik.
Staiola trat in den folgenden Jahren als Kinderstar in weiteren Produktionen auf, allerdings ohne nochmal eine vergleichbar berühmte Rolle zu erhalten. Unter anderem spielte er Nebenrollen in der Komödie Don Camillos Rückkehr (1953) mit Fernandel und Gino Cervi sowie in dem Hollywood-Film Die barfüßige Gräfin (1954) mit Humphrey Bogart. Zuletzt stand er 1978 nach längerer Pause für eine kleine Rolle in dem Film Blutiger Zahltag vor der Kamera. Im Erwachsenenalter arbeitete er aber hauptsächlich als Mathematiklehrer. Gelegentlich gab er Interviews zu seiner Vergangenheit als Kinderstar.
Staiola, der mit seiner Ehefrau Anna einen Sohn hatte, starb im Juni 2025 im Alter von 85 Jahren.

## Filmografie
- 1948: Fahrraddiebe (Ladri di biciclette)
- 1949: Marechiaro
- 1950: Vulcano
- 1950: Herzen kennen keine Grenze (Cuori senza frontiere)
- 1950: Strano appuntamento
- 1951: Geheimdienst schlägt zu (I’ll Get You for This)
- 1951: Fünf Mädchen und ein Mann (A Tale of Five Cities)
- 1952: Andere Zeiten (Altri tempi)
- 1952: Penne nere
- 1952: L’ingiusta condanna
- 1953: Don Camillos Rückkehr (Il ritorno di don Camillo)
- 1953: Buon viaggio, pover’uomo!
- 1954: Die barfüßige Gräfin (The Barefoot Contessa)
- 1961: Spade senza bandiera
- 1978: Blutiger Zahltag (La ragazza dal pigiama giallo)